# Pony Express

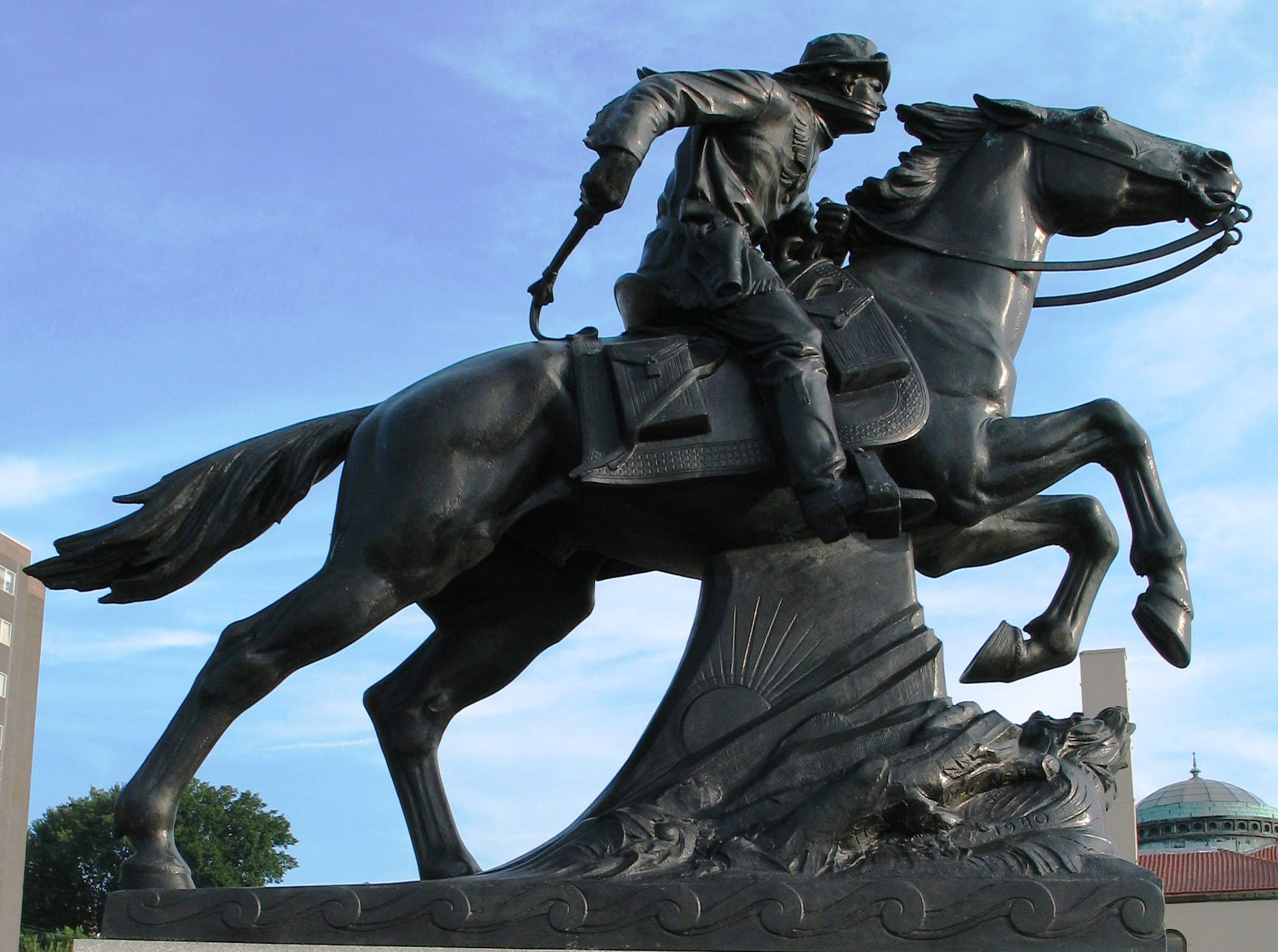
Estátua do Pony Express em St. Joseph (Missouri)

O Pony Express foi um histórico correio expresso colocado em funcionamento em 1860, que levava correspondências a cavalo cruzando territórios selvagens dos Estados Unidos da América. A rota ligava as cidades de St. Joseph (Missouri) e Sacramento (Califórnia).
O correio expresso funcionou de Abril de 1860 até Outubro de 1861, sendo depois substituído pelas linhas de telégrafos transcontinentais. Não obstante a curta duração, esse empreendimento tornou-se um marco histórico e uma presença constante no imaginário popular sobre o Oeste Selvagem, exemplo de luta em direção ao progresso mesmo quando as condições sejam adversas.
A rota era cumprida não só com a troca incessante de cavalos e cavaleiros, mas também com o uso de diligências. Cruzavam pradarias, desertos e montanhas estadunidenses. O Pony Express  conseguiu ser mais rápido do que a via marítima da época, que partia do Oceano Atlântico até a costa estadunidense do Pacífico.

O Pony Express demonstrou que um sistema transcontinental era viável.

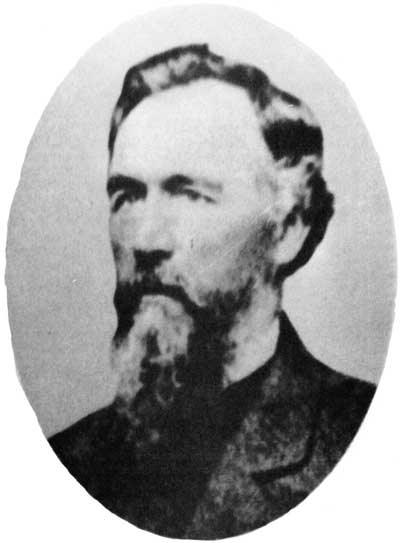
Alexander Majors

## Contexto histórico

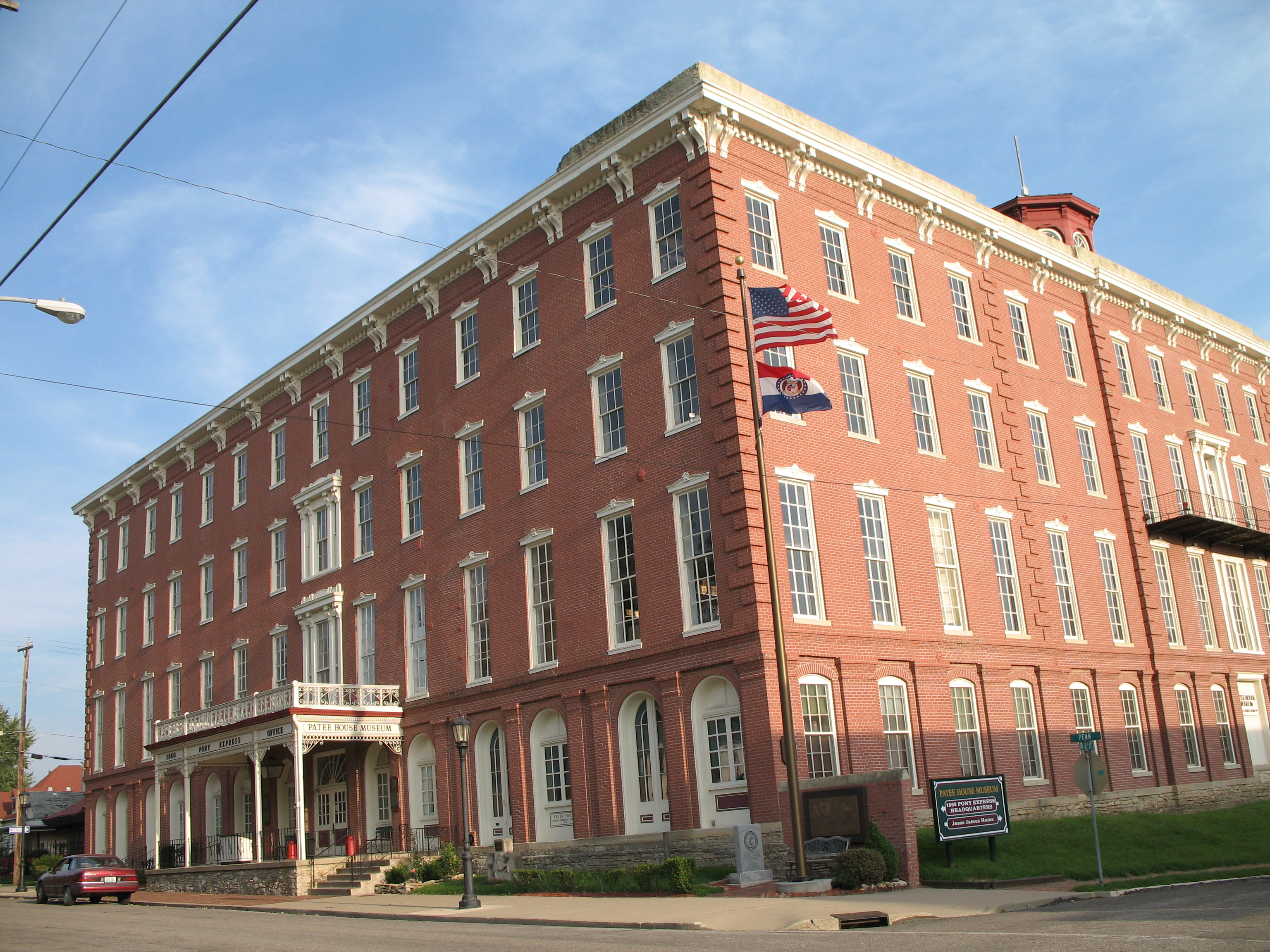
O quartel-general Patee House em St. Joseph, Missouri

O Pony Express foi criado por William Hepburn Russell, William B. Waddell e Alexander Majors. Iniciou oficialmente suas operações na data de 3 de abril de 1860. A primeira viagem cumprindo a rota a partir do Oeste do país foi feita em 10 dias, 7 horas e 45 minutos. A da partida do Este foi feita em 11 dias e 12 horas. Foram cobertas aproximadamente, em média, 250 milhas (aproximadamente 402 quilômetros) a cada 24 horas.
Em 1845, falava-se que uma mensagem do Presidente James K. Polk levava seis meses para chegar ao Oeste distante. Usavam-se rotas que contornavam a América do Sul ou atravessavam o istmo do Panamá.
Em 1860, a rota mais rápida era o correio de diligências Butterfield Stage, que seguia de St. Louis, Missouri, até El Paso (Texas), e durava 25 dias.
Russell, Majors e Waddell, sediados em Lexington (Missouri) (a cidade natal de Russell e Waddell), eram um dos maiores transportadores de pessoas nas trilhas de Santa Fé e Oregon. A firma operava um vasto negócio em West Bottoms, Kansas City, Missouri, e também servia ao exército nas bases oeste de Fort Leavenworth, Kansas.
Em outubro de 1857, Russell, Majors e Waddell se viram próximos da ruína quando Lot Smith e sua milícia Mórmon chamada de Nauvoo Legion destruíram 54 diligências da empresa, durante a chamada Guerra de Utah.O Exército não ressarciu a firma e os empresários começaram a procurar por formas novas de financiamentos. Em 1859, eles conseguiram de Ben Holladay o contrato para operar o correio entre Leavenworth e Salt Lake City, Utah.
Em 27 de janeiro de 1860, William Hepburn Russell assumiu um contrato para o serviço de  correio da Califórnia utilizando a chamada "rota central". Contava com a Hannibal & St. Joseph Railroad, que começou a funcionar em 1859 e foi a primeira estrada de ferro a cruzar o Missouri. Isto ajudou a tornar o percurso da rota central mais rápido.
Para realizar o serviço, Alexander Majors e Ficklin construíram 190 postos de parada em 3 106 km, de St. Joseph até Sacramento e contrataram 50 cavaleiros que montariam 500 cavalos adquiridos. Ficklin depois se desentendeu com Russell e deixou os negócios em Julho de 1860. Ele se tornaria um dos empresários da Companhia de Telégrafos do Pacífico.

## Operação

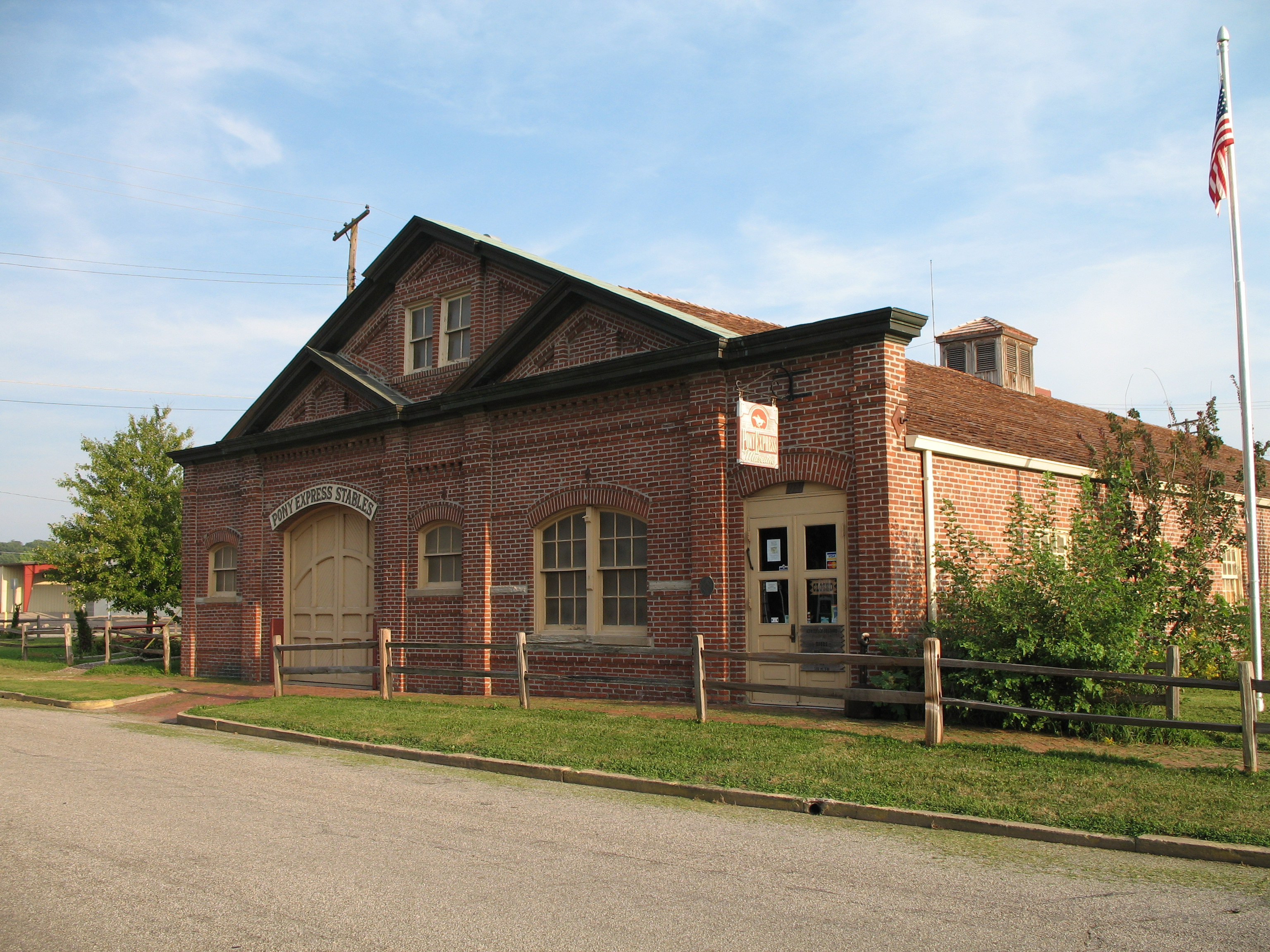
Estábulos da Pony Express em St. Joseph, Missouri

As estações de parada da Pony Express distavam 16 quilômetros uma das outras ao longo do caminho, considerada a distância máxima que um cavalo aguentava em ritmo ininterrupto de galope. O cavaleiro então pegava uma montaria descansada em cada parada, sempre carregando a mochila da correspondência que pesava em torno de 10 quilos. Os cavaleiros não podiam ser muito pesados. Costumavam levar também uma faca, revólver, cantil, bíblia e as vezes um rifle. Os cavaleiros recebiam 100 dólares por mês como pagamento. O nome Pony, a rigor não era correto, pois os cavalos não eram todos dessa raça.

## Rota

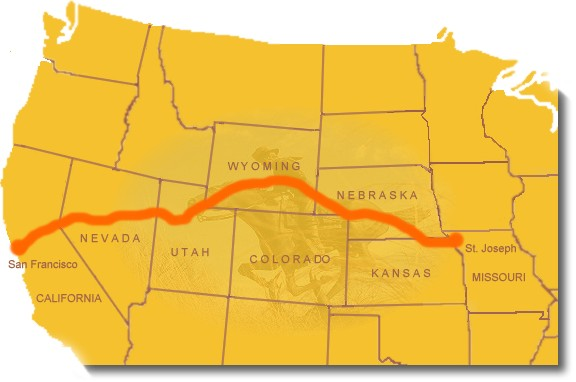
Mapa da rota do Pony Express, do National Park Service.

O caminho percorrido pelos cavaleiros seguia a Trilha do Oregon, Trilha Mormon e Trilha da Califórnia.

Após cruzar o Rio Missouri, de St. Joseph até o Kansas, o mensageiro seguia o que é hoje a Rota 36 (Pony Express Highway) até Marysville (Kansas), onde ele virava a noroeste seguindo o Rio Little Blue até Fort Kearny (Nebraska). Atravessando Nebraska ele seguia a estrada do Rio Great Platte, "cortando" por Gothenburg (Nebraska) e passando por Courthouse Rock, Chimney Rock e o Scotts Bluff,alcançando a fronteira do Colorado em Julesburg (Colorado), e chegando em   Fort Laramie (Wyoming). Dali o cavaleiro seguia o Rio Sweetwater, passando pela  Independence Rock, Devil's Gate e Split Rock, até Fort Caspar, atravessando o  South Pass até Fort Bridger e então descia até Salt Lake City.  Ele cruzava o  Great Basin, o Deserto Utah-Nevada e a Sierra Nevada, próximo do Lago Tahoe até chegar em Sacramento. O correio então era transportado por vapores pelo Rio Sacramento e chegava em São Francisco. Quando não havia vapores, os mensageiros iam de cavalo até  Oakland (Califórnia).

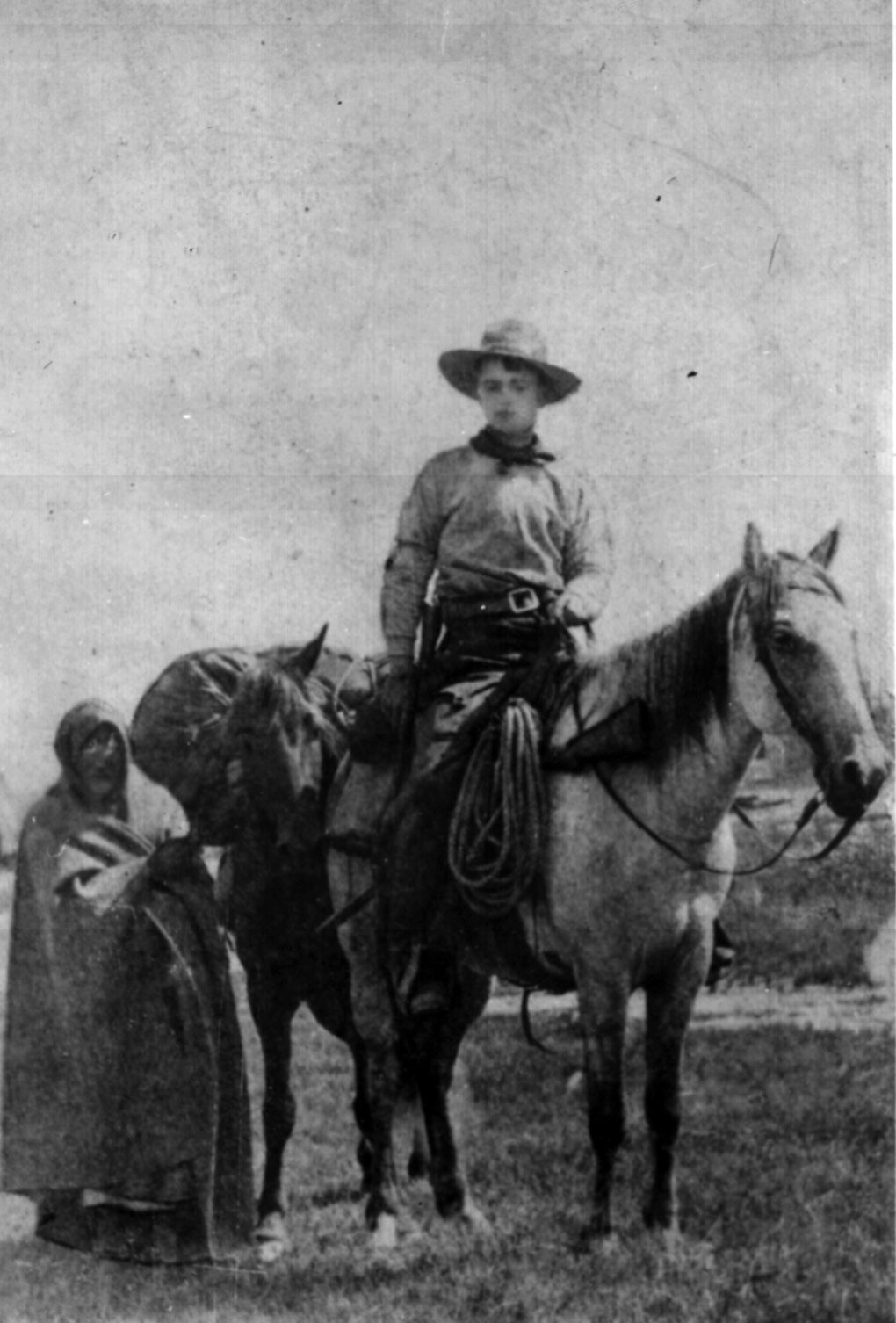
Frank E. Webner, cavaleiro do Pony Express por volta de 1861

## Da primeira corrida ao encerramento
Combinou-se que os cavaleiros deixariam São Francisco e St. Joseph ao mesmo tempo, em 3 de abril de 1860. Não há fotos desses cavaleiros pioneiros.
Mesmo a Pony Express tendo provado que a rota central era viável, Russell, Majors e Waddell não pegaram os contratos de serviço de correio, que ficou para Jeremy Dehut em março de 1861. Holladey então assumiu a Butterfield Stage e ficou com as estações de parada para usar em suas diligências. Em março de 1861, o Pony Express fez apenas uma corrida, entre Salt Lake City e Sacramento. O Pony Express anunciou que encerraria as operações em 26 de outubro de 1861, 2 dias depois que o Telégrafo Transcontinental começou em Salt Lake City.
Em 1866, após o fim da Guerra Civil Estadunidense, Holladay vendeu os ativos da Pony Express e o que restou da Butterfield Stage para a Wells Fargo por $1,5 milhões de dólares.